# Lokomotiva ET42

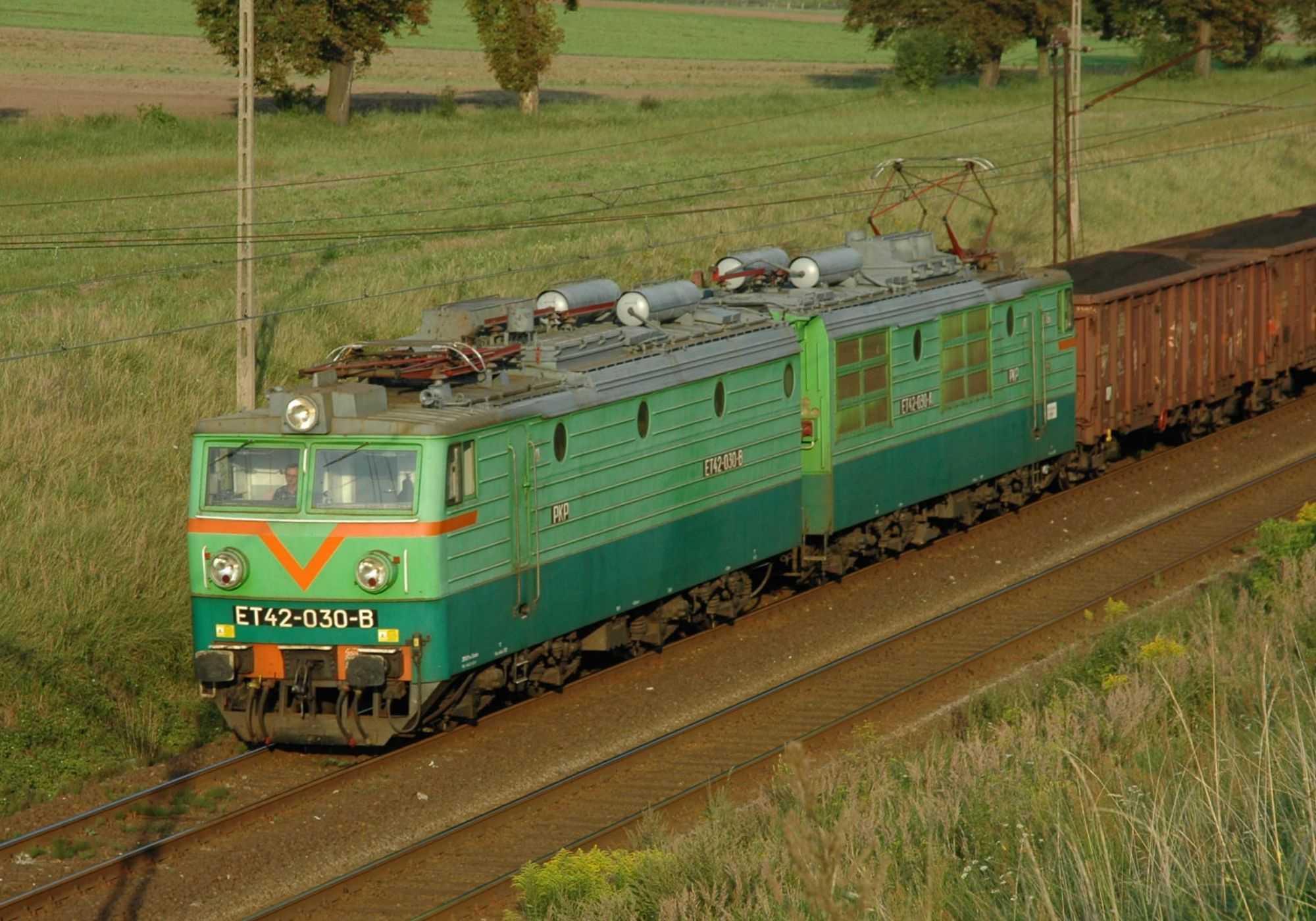
Lokomotiva ET42-030

Lokomotivy řady ET42 jsou dvojdílné stejnosměrné elektrické lokomotivy, které byly pro polské železnice Polskie Koleje Państwowe vyrobeny v Sovětském svazu v letech 1978–1982 v počtu 50 kusů.